# Страховий агент (фільм)
Страховий агент (рос. Страховой агент) — радянський художній телефільм 1985 року, знятий на кіностудії «Мосфільм».

## Сюжет
Історія про один день з життя Віссаріона Булкіна — страхового агента. Енергійний в роботі, він відчуває почуття невпевненості в особистому житті — коханій дівчині не може зізнатися в своїх почуттях, ніяк не може скласти іспити до Літературного інституту. Подолати почуття невпевненості допомагає Булкіну його Двійник…

## У ролях
- Олександр Абдулов — Віссаріон Сергійович Булкін/двійник Булкіна
- Ірина Малишева — Вероніка
- Рамаз Чхиквадзе — Автанділ, актор
- Володимир Бєлоусов — Кулєв, інструктор з водіння, автогонщик
- Семен Фарада — людина з валізою
- Галина Соколова — Серафима Степанівна, начальниця Булкіна
- Аліка Смєхова — Рая, асистент режисера
- Микола Алексєєв — Рижков, будівельник, клієнт Булкіна
- Георгій Гегечкорі — епізод
- Джемал Ніорадзе — епізод
- Валерій Леонтьєв — інструктор автошколи
- Мар'яна Полтєва — Оленька, вихователька в дитячому садку
- Марина Сахарова — архітектор
- Павло Сиротін — завідувач дитячим садом
- Микола Шушарін — епізод
- Микола Сморчков — старший лейтенант ДАІ
- Катерина Стриженова — дружина Вадима
- Ася Василькова — епізод
- Валентина Григор'єва — епізод
- Ірина Соколова — епізод
- Сергій Жигунов — хлопець в метро
- Ірина Мурзаєва — страхувальниця
- Ксенія Стриж — дівчина в метро
- Ірина Климова — дівчина в метро
- Віра Новикова — дівчина в метро

## Знімальна група
- Режисер — Олександр Майоров
- Сценаристи — Валентин Азерников, Олександр Майоров
- Оператор — Микола Васильков
- Композитор — Володимир Комаров
- Художник — Віктор Зенков